# Évence-Dieudonné Coppée III
Pour les articles homonymes, voir Coppée.
Le baron Évence-Dieudonné Coppée (également nommé Évence III), né à Mons le 11 juin 1882, décédé à Bruxelles le 16 avril 1945, est un industriel et financier belge, créateur avec son père du Groupe Coppée. Il était un chef d'entreprise dans le domaine de l'industrie charbonnière, sidérurgique, azotière et sucrière.

## Biographie
Évence-Dieudonné Coppée, né à Mons le 11 juin 1882, fait partie d'une grande dynastie d'industriels belges. Il est le fils d'Évence-Narcisse Coppée, industriel, et de Ludmilla Tannenberg, d'origine allemande. Le 3 mars 1919, il épouse à Etterbeek Marguerite de Woot de Trixhe. De cette union, naissent Évence-Arnold Dieudonné Coppée, industriel, et Élisabeth Coppée, femme politique, industrielle et épouse de Philippe le Hodey, avocat, député et industriel.
Il fait des études à l'Université catholique de Louvain mais, en 1904, il est contraint d'arrêter ses études pour s'occuper du groupe industriel de son père.
En 1914, il innove au niveau technique avec le four à coke avec régénération de chaleur dont il dépose le brevet et entre au conseil d'administration de la Banque de Bruxelles. 
Au lendemain de la Première guerre mondiale, il est mêlé avec son père, Évence-Narcisse Coppée, à une affaire politico-judiciaire de fournitures industrielles à l'occupant allemand. Ils sont arrêtés en juin 1920 et restent emprisonnés plusieurs mois. La Cour d'assises les acquittera toutefois en juillet 1924, l'ex-premier ministre Charles de Broqueville ayant indiqué qu'il était nécessaire de produire du charbon en Belgique pour couvrir les besoins de la population belge.
Dans les années 1920, sous l'impulsion d'Évence III, le groupe Coppée connaît renoue avec une forte croissance allant jusqu'à employer 30 000 personnes. Il est président et/ou administrateur-délégué de douze sociétés industrielles importantes, réparties dans cinq grands secteurs d'activité. Il est d'abord un patron charbonnier, président des Charbonnages de Ressaix et des Charbonnages de Winterslag en Campine. Il s'associe à la Banque de Bruxelles pour acquérir des participations de contrôle dans une série de charbonnages dont la gestion lui est confiée. S'ajoutent ainsi aux houillères qu'il dirige, les Charbonnages du Hainaut en 1920, Bernissart en 1924, de Rieu-du-Cœur en 1928, de Limbourg-Meuse en 1930, d'Anderlues en 1931 et de Strépy-Bracquegnies en 1933. Après le krach de 1929, la politique charbonnière belge est contrôlée par deux acteurs principaux : la Société générale de Belgique et Évence III à la tête de son groupe industriel.
Aux activités charbonnières, s'ajoutent la construction de fours à coke, de triages lavoirs et d'usines à sous-produits. Il met également en œuvre une technologie nouvelle : la synthèse de l'ammoniaque qui allait, à partir des années 1920, desservir l'immense marché des engrais azotés. De nouvelles usines en Belgique allaient dès lors être construites en Belgique, en Hollande et jusqu'en URSS. De même, il développe ses activités dans la sidérurgie et l'industrie sucrière en France et en Belgique par le biais de participations. Évence-Dieudonné Coppée peut ainsi être considéré comme le véritable formateur du Groupe Coppée. À son décès, son groupe compte environ trente-cinq mille personnes et atteint le sommet de sa puissance.
Autour des différentes usines du groupe, il se fait bâtisseur en faisant construire des cités ouvrières, des écoles, des églises et des dispensaires. Parallèlement, il a créé des caisses de pension et d'assurance pour son personnel.
Évence III était également un grand collectionneur de tableaux anciens du XVe siècle au XVIIe siècle.
Il décède à Bruxelles le 16 avril 1945 d'une péritonite causée par une intervention chirurgicale.

## Distinctions
- Commandeur de l'ordre de la Couronne (Belgique) ;
- Officier de l'ordre de Léopold (Belgique) ;
- Grand-croix de l'ordre de Saint-Sylvestre (Vatican) ;
- Commandeur de l'ordre de Saint-Grégoire-le-Grand (Vatican).